# Helsenhorn
Le Helsenhorn est une montagne du massif des Alpes lépontines à 3 273 m d'altitude, en Suisse (canton du Valais), non loin de la frontière italienne (Piémont), qui passe à 200 m au sud-est. Il constitue le plus haut sommet de la vallée du Binntal.
Le versant est est une grande paroi qui fait face au col Kriegalp. Sur le versant ouest se trouve le glacier Helsengletscher.